# Grimshaw (šachy)
Téma Grimshaw, často označované pouze jako Grimshaw, je téma některých problémů kompozičního šachu, v němž dvě figury ohrožují určité pole, ovšem pokud toto pole jedna z nich obsadí, překáží následně té druhé. Téma bylo pojmenováno po anglickém šachovém skladateli z 19. století Walteru Grimshawovi a dodnes patří mezi nejčastější témata šachových úloh. Ačkoliv většinou jsou interferujícími figurami střelec a věž, mohou tuto roli hrát i jiné kameny, včetně pěšce. Některé úlohy mohou obsahovat i několik takovýchto interferencí. Blízce příbuzným tématem je Novotný, což je v zásadě Grimshaw vyvolaný obětí bílého na poli, kde spolu interferují dvě černé figury.
|   | a | b | c | d | e | f | g | h |   |
| 8 | a7 bílý střelec · d7 bílý král · h7 bílý dáma · f6 černý pěšec · d5 černý král · c4 černý pěšec · f4 bílý pěšec · a3 černý pěšec · h3 černý pěšec · a2 černý věž · a1 černý střelec | a7 bílý střelec · d7 bílý král · h7 bílý dáma · f6 černý pěšec · d5 černý král · c4 černý pěšec · f4 bílý pěšec · a3 černý pěšec · h3 černý pěšec · a2 černý věž · a1 černý střelec | a7 bílý střelec · d7 bílý král · h7 bílý dáma · f6 černý pěšec · d5 černý král · c4 černý pěšec · f4 bílý pěšec · a3 černý pěšec · h3 černý pěšec · a2 černý věž · a1 černý střelec | a7 bílý střelec · d7 bílý král · h7 bílý dáma · f6 černý pěšec · d5 černý král · c4 černý pěšec · f4 bílý pěšec · a3 černý pěšec · h3 černý pěšec · a2 černý věž · a1 černý střelec | a7 bílý střelec · d7 bílý král · h7 bílý dáma · f6 černý pěšec · d5 černý král · c4 černý pěšec · f4 bílý pěšec · a3 černý pěšec · h3 černý pěšec · a2 černý věž · a1 černý střelec | a7 bílý střelec · d7 bílý král · h7 bílý dáma · f6 černý pěšec · d5 černý král · c4 černý pěšec · f4 bílý pěšec · a3 černý pěšec · h3 černý pěšec · a2 černý věž · a1 černý střelec | a7 bílý střelec · d7 bílý král · h7 bílý dáma · f6 černý pěšec · d5 černý král · c4 černý pěšec · f4 bílý pěšec · a3 černý pěšec · h3 černý pěšec · a2 černý věž · a1 černý střelec | a7 bílý střelec · d7 bílý král · h7 bílý dáma · f6 černý pěšec · d5 černý král · c4 černý pěšec · f4 bílý pěšec · a3 černý pěšec · h3 černý pěšec · a2 černý věž · a1 černý střelec | 8 |
| 7 | a7 bílý střelec · d7 bílý král · h7 bílý dáma · f6 černý pěšec · d5 černý král · c4 černý pěšec · f4 bílý pěšec · a3 černý pěšec · h3 černý pěšec · a2 černý věž · a1 černý střelec | a7 bílý střelec · d7 bílý král · h7 bílý dáma · f6 černý pěšec · d5 černý král · c4 černý pěšec · f4 bílý pěšec · a3 černý pěšec · h3 černý pěšec · a2 černý věž · a1 černý střelec | a7 bílý střelec · d7 bílý král · h7 bílý dáma · f6 černý pěšec · d5 černý král · c4 černý pěšec · f4 bílý pěšec · a3 černý pěšec · h3 černý pěšec · a2 černý věž · a1 černý střelec | a7 bílý střelec · d7 bílý král · h7 bílý dáma · f6 černý pěšec · d5 černý král · c4 černý pěšec · f4 bílý pěšec · a3 černý pěšec · h3 černý pěšec · a2 černý věž · a1 černý střelec | a7 bílý střelec · d7 bílý král · h7 bílý dáma · f6 černý pěšec · d5 černý král · c4 černý pěšec · f4 bílý pěšec · a3 černý pěšec · h3 černý pěšec · a2 černý věž · a1 černý střelec | a7 bílý střelec · d7 bílý král · h7 bílý dáma · f6 černý pěšec · d5 černý král · c4 černý pěšec · f4 bílý pěšec · a3 černý pěšec · h3 černý pěšec · a2 černý věž · a1 černý střelec | a7 bílý střelec · d7 bílý král · h7 bílý dáma · f6 černý pěšec · d5 černý král · c4 černý pěšec · f4 bílý pěšec · a3 černý pěšec · h3 černý pěšec · a2 černý věž · a1 černý střelec | a7 bílý střelec · d7 bílý král · h7 bílý dáma · f6 černý pěšec · d5 černý král · c4 černý pěšec · f4 bílý pěšec · a3 černý pěšec · h3 černý pěšec · a2 černý věž · a1 černý střelec | 7 |
| 6 | a7 bílý střelec · d7 bílý král · h7 bílý dáma · f6 černý pěšec · d5 černý král · c4 černý pěšec · f4 bílý pěšec · a3 černý pěšec · h3 černý pěšec · a2 černý věž · a1 černý střelec | a7 bílý střelec · d7 bílý král · h7 bílý dáma · f6 černý pěšec · d5 černý král · c4 černý pěšec · f4 bílý pěšec · a3 černý pěšec · h3 černý pěšec · a2 černý věž · a1 černý střelec | a7 bílý střelec · d7 bílý král · h7 bílý dáma · f6 černý pěšec · d5 černý král · c4 černý pěšec · f4 bílý pěšec · a3 černý pěšec · h3 černý pěšec · a2 černý věž · a1 černý střelec | a7 bílý střelec · d7 bílý král · h7 bílý dáma · f6 černý pěšec · d5 černý král · c4 černý pěšec · f4 bílý pěšec · a3 černý pěšec · h3 černý pěšec · a2 černý věž · a1 černý střelec | a7 bílý střelec · d7 bílý král · h7 bílý dáma · f6 černý pěšec · d5 černý král · c4 černý pěšec · f4 bílý pěšec · a3 černý pěšec · h3 černý pěšec · a2 černý věž · a1 černý střelec | a7 bílý střelec · d7 bílý král · h7 bílý dáma · f6 černý pěšec · d5 černý král · c4 černý pěšec · f4 bílý pěšec · a3 černý pěšec · h3 černý pěšec · a2 černý věž · a1 černý střelec | a7 bílý střelec · d7 bílý král · h7 bílý dáma · f6 černý pěšec · d5 černý král · c4 černý pěšec · f4 bílý pěšec · a3 černý pěšec · h3 černý pěšec · a2 černý věž · a1 černý střelec | a7 bílý střelec · d7 bílý král · h7 bílý dáma · f6 černý pěšec · d5 černý král · c4 černý pěšec · f4 bílý pěšec · a3 černý pěšec · h3 černý pěšec · a2 černý věž · a1 černý střelec | 6 |
| 5 | a7 bílý střelec · d7 bílý král · h7 bílý dáma · f6 černý pěšec · d5 černý král · c4 černý pěšec · f4 bílý pěšec · a3 černý pěšec · h3 černý pěšec · a2 černý věž · a1 černý střelec | a7 bílý střelec · d7 bílý král · h7 bílý dáma · f6 černý pěšec · d5 černý král · c4 černý pěšec · f4 bílý pěšec · a3 černý pěšec · h3 černý pěšec · a2 černý věž · a1 černý střelec | a7 bílý střelec · d7 bílý král · h7 bílý dáma · f6 černý pěšec · d5 černý král · c4 černý pěšec · f4 bílý pěšec · a3 černý pěšec · h3 černý pěšec · a2 černý věž · a1 černý střelec | a7 bílý střelec · d7 bílý král · h7 bílý dáma · f6 černý pěšec · d5 černý král · c4 černý pěšec · f4 bílý pěšec · a3 černý pěšec · h3 černý pěšec · a2 černý věž · a1 černý střelec | a7 bílý střelec · d7 bílý král · h7 bílý dáma · f6 černý pěšec · d5 černý král · c4 černý pěšec · f4 bílý pěšec · a3 černý pěšec · h3 černý pěšec · a2 černý věž · a1 černý střelec | a7 bílý střelec · d7 bílý král · h7 bílý dáma · f6 černý pěšec · d5 černý král · c4 černý pěšec · f4 bílý pěšec · a3 černý pěšec · h3 černý pěšec · a2 černý věž · a1 černý střelec | a7 bílý střelec · d7 bílý král · h7 bílý dáma · f6 černý pěšec · d5 černý král · c4 černý pěšec · f4 bílý pěšec · a3 černý pěšec · h3 černý pěšec · a2 černý věž · a1 černý střelec | a7 bílý střelec · d7 bílý král · h7 bílý dáma · f6 černý pěšec · d5 černý král · c4 černý pěšec · f4 bílý pěšec · a3 černý pěšec · h3 černý pěšec · a2 černý věž · a1 černý střelec | 5 |
| 4 | a7 bílý střelec · d7 bílý král · h7 bílý dáma · f6 černý pěšec · d5 černý král · c4 černý pěšec · f4 bílý pěšec · a3 černý pěšec · h3 černý pěšec · a2 černý věž · a1 černý střelec | a7 bílý střelec · d7 bílý král · h7 bílý dáma · f6 černý pěšec · d5 černý král · c4 černý pěšec · f4 bílý pěšec · a3 černý pěšec · h3 černý pěšec · a2 černý věž · a1 černý střelec | a7 bílý střelec · d7 bílý král · h7 bílý dáma · f6 černý pěšec · d5 černý král · c4 černý pěšec · f4 bílý pěšec · a3 černý pěšec · h3 černý pěšec · a2 černý věž · a1 černý střelec | a7 bílý střelec · d7 bílý král · h7 bílý dáma · f6 černý pěšec · d5 černý král · c4 černý pěšec · f4 bílý pěšec · a3 černý pěšec · h3 černý pěšec · a2 černý věž · a1 černý střelec | a7 bílý střelec · d7 bílý král · h7 bílý dáma · f6 černý pěšec · d5 černý král · c4 černý pěšec · f4 bílý pěšec · a3 černý pěšec · h3 černý pěšec · a2 černý věž · a1 černý střelec | a7 bílý střelec · d7 bílý král · h7 bílý dáma · f6 černý pěšec · d5 černý král · c4 černý pěšec · f4 bílý pěšec · a3 černý pěšec · h3 černý pěšec · a2 černý věž · a1 černý střelec | a7 bílý střelec · d7 bílý král · h7 bílý dáma · f6 černý pěšec · d5 černý král · c4 černý pěšec · f4 bílý pěšec · a3 černý pěšec · h3 černý pěšec · a2 černý věž · a1 černý střelec | a7 bílý střelec · d7 bílý král · h7 bílý dáma · f6 černý pěšec · d5 černý král · c4 černý pěšec · f4 bílý pěšec · a3 černý pěšec · h3 černý pěšec · a2 černý věž · a1 černý střelec | 4 |
| 3 | a7 bílý střelec · d7 bílý král · h7 bílý dáma · f6 černý pěšec · d5 černý král · c4 černý pěšec · f4 bílý pěšec · a3 černý pěšec · h3 černý pěšec · a2 černý věž · a1 černý střelec | a7 bílý střelec · d7 bílý král · h7 bílý dáma · f6 černý pěšec · d5 černý král · c4 černý pěšec · f4 bílý pěšec · a3 černý pěšec · h3 černý pěšec · a2 černý věž · a1 černý střelec | a7 bílý střelec · d7 bílý král · h7 bílý dáma · f6 černý pěšec · d5 černý král · c4 černý pěšec · f4 bílý pěšec · a3 černý pěšec · h3 černý pěšec · a2 černý věž · a1 černý střelec | a7 bílý střelec · d7 bílý král · h7 bílý dáma · f6 černý pěšec · d5 černý král · c4 černý pěšec · f4 bílý pěšec · a3 černý pěšec · h3 černý pěšec · a2 černý věž · a1 černý střelec | a7 bílý střelec · d7 bílý král · h7 bílý dáma · f6 černý pěšec · d5 černý král · c4 černý pěšec · f4 bílý pěšec · a3 černý pěšec · h3 černý pěšec · a2 černý věž · a1 černý střelec | a7 bílý střelec · d7 bílý král · h7 bílý dáma · f6 černý pěšec · d5 černý král · c4 černý pěšec · f4 bílý pěšec · a3 černý pěšec · h3 černý pěšec · a2 černý věž · a1 černý střelec | a7 bílý střelec · d7 bílý král · h7 bílý dáma · f6 černý pěšec · d5 černý král · c4 černý pěšec · f4 bílý pěšec · a3 černý pěšec · h3 černý pěšec · a2 černý věž · a1 černý střelec | a7 bílý střelec · d7 bílý král · h7 bílý dáma · f6 černý pěšec · d5 černý král · c4 černý pěšec · f4 bílý pěšec · a3 černý pěšec · h3 černý pěšec · a2 černý věž · a1 černý střelec | 3 |
| 2 | a7 bílý střelec · d7 bílý král · h7 bílý dáma · f6 černý pěšec · d5 černý král · c4 černý pěšec · f4 bílý pěšec · a3 černý pěšec · h3 černý pěšec · a2 černý věž · a1 černý střelec | a7 bílý střelec · d7 bílý král · h7 bílý dáma · f6 černý pěšec · d5 černý král · c4 černý pěšec · f4 bílý pěšec · a3 černý pěšec · h3 černý pěšec · a2 černý věž · a1 černý střelec | a7 bílý střelec · d7 bílý král · h7 bílý dáma · f6 černý pěšec · d5 černý král · c4 černý pěšec · f4 bílý pěšec · a3 černý pěšec · h3 černý pěšec · a2 černý věž · a1 černý střelec | a7 bílý střelec · d7 bílý král · h7 bílý dáma · f6 černý pěšec · d5 černý král · c4 černý pěšec · f4 bílý pěšec · a3 černý pěšec · h3 černý pěšec · a2 černý věž · a1 černý střelec | a7 bílý střelec · d7 bílý král · h7 bílý dáma · f6 černý pěšec · d5 černý král · c4 černý pěšec · f4 bílý pěšec · a3 černý pěšec · h3 černý pěšec · a2 černý věž · a1 černý střelec | a7 bílý střelec · d7 bílý král · h7 bílý dáma · f6 černý pěšec · d5 černý král · c4 černý pěšec · f4 bílý pěšec · a3 černý pěšec · h3 černý pěšec · a2 černý věž · a1 černý střelec | a7 bílý střelec · d7 bílý král · h7 bílý dáma · f6 černý pěšec · d5 černý král · c4 černý pěšec · f4 bílý pěšec · a3 černý pěšec · h3 černý pěšec · a2 černý věž · a1 černý střelec | a7 bílý střelec · d7 bílý král · h7 bílý dáma · f6 černý pěšec · d5 černý král · c4 černý pěšec · f4 bílý pěšec · a3 černý pěšec · h3 černý pěšec · a2 černý věž · a1 černý střelec | 2 |
| 1 | a7 bílý střelec · d7 bílý král · h7 bílý dáma · f6 černý pěšec · d5 černý král · c4 černý pěšec · f4 bílý pěšec · a3 černý pěšec · h3 černý pěšec · a2 černý věž · a1 černý střelec | a7 bílý střelec · d7 bílý král · h7 bílý dáma · f6 černý pěšec · d5 černý král · c4 černý pěšec · f4 bílý pěšec · a3 černý pěšec · h3 černý pěšec · a2 černý věž · a1 černý střelec | a7 bílý střelec · d7 bílý král · h7 bílý dáma · f6 černý pěšec · d5 černý král · c4 černý pěšec · f4 bílý pěšec · a3 černý pěšec · h3 černý pěšec · a2 černý věž · a1 černý střelec | a7 bílý střelec · d7 bílý král · h7 bílý dáma · f6 černý pěšec · d5 černý král · c4 černý pěšec · f4 bílý pěšec · a3 černý pěšec · h3 černý pěšec · a2 černý věž · a1 černý střelec | a7 bílý střelec · d7 bílý král · h7 bílý dáma · f6 černý pěšec · d5 černý král · c4 černý pěšec · f4 bílý pěšec · a3 černý pěšec · h3 černý pěšec · a2 černý věž · a1 černý střelec | a7 bílý střelec · d7 bílý král · h7 bílý dáma · f6 černý pěšec · d5 černý král · c4 černý pěšec · f4 bílý pěšec · a3 černý pěšec · h3 černý pěšec · a2 černý věž · a1 černý střelec | a7 bílý střelec · d7 bílý král · h7 bílý dáma · f6 černý pěšec · d5 černý král · c4 černý pěšec · f4 bílý pěšec · a3 černý pěšec · h3 černý pěšec · a2 černý věž · a1 černý střelec | a7 bílý střelec · d7 bílý král · h7 bílý dáma · f6 černý pěšec · d5 černý král · c4 černý pěšec · f4 bílý pěšec · a3 černý pěšec · h3 černý pěšec · a2 černý věž · a1 černý střelec | 1 |
|   | a | b | c | d | e | f | g | h |   |

## Základní myšlenka
Podstatě tématu Grimshaw lze dobře porozumět na následující úloze (zobrazené na prvním diagramu), publikované roku 1917:
Jedná se o dvojtažku, tj. bílý táhne jako první a druhým tahem musí dát černému mat proti jakékoliv obraně. Úvodní tah je 1. Db1 s hrozbou 2. Db7#, čemuž se černý se může bránit třemi způsoby. Jedním z nich je 1. ... c3, čímž se černému králi uvolní únikové pole na c4, ovšem současně přestane bránit pole d3, takže bílý může dát mat tahem 2. Dd3#. Zbývající dva způsoby obrany pak již ilustrují téma Grimshaw.
Černý se může bránit tahem 1. ... Sb2, čímž odřízne dámě cestu na pole b7. Tímto tahem však střelec překáží věži stojící na poli a2, čímž umožní bílému zahrát 2. Dh1#. Až do chvíle, kdy se střelec postavil věži do cesty, by tenhle tah k cíli nevedl, neboť černý by mohl mat o jeden tah oddálit představením věže na pole g2.
Místo střelcem může černý také zkusit dámu blokovat věží a zahrát 1. ... Vb2. Tentokrát má sice věž volnou cestu na pole g2, ovšem zase brání v pohybu černému střelci, takže bílý může matovat tahem 2. Df5#.
Právě tahle vzájemná interference dvou figur na jednom poli (v tomto případě věže a střelce na b2) tvoří téma Grimshaw. Jde o jeden z nejběžnějších prvků úloh s přímým matem.

## Pěšcový Grimshaw
|   | a | b | c | d | e | f | g | h |   |
| 8 | g8 černý střelec · c7 černý jezdec · e7 černý pěšec · h7 černý pěšec · a4 černý věž · f4 černý král · g4 bílý jezdec · h4 bílý král · e3 bílý jezdec · f3 černý pěšec · c2 bílý střelec · f2 bílý pěšec · d1 bílý dáma · f1 černý jezdec | g8 černý střelec · c7 černý jezdec · e7 černý pěšec · h7 černý pěšec · a4 černý věž · f4 černý král · g4 bílý jezdec · h4 bílý král · e3 bílý jezdec · f3 černý pěšec · c2 bílý střelec · f2 bílý pěšec · d1 bílý dáma · f1 černý jezdec | g8 černý střelec · c7 černý jezdec · e7 černý pěšec · h7 černý pěšec · a4 černý věž · f4 černý král · g4 bílý jezdec · h4 bílý král · e3 bílý jezdec · f3 černý pěšec · c2 bílý střelec · f2 bílý pěšec · d1 bílý dáma · f1 černý jezdec | g8 černý střelec · c7 černý jezdec · e7 černý pěšec · h7 černý pěšec · a4 černý věž · f4 černý král · g4 bílý jezdec · h4 bílý král · e3 bílý jezdec · f3 černý pěšec · c2 bílý střelec · f2 bílý pěšec · d1 bílý dáma · f1 černý jezdec | g8 černý střelec · c7 černý jezdec · e7 černý pěšec · h7 černý pěšec · a4 černý věž · f4 černý král · g4 bílý jezdec · h4 bílý král · e3 bílý jezdec · f3 černý pěšec · c2 bílý střelec · f2 bílý pěšec · d1 bílý dáma · f1 černý jezdec | g8 černý střelec · c7 černý jezdec · e7 černý pěšec · h7 černý pěšec · a4 černý věž · f4 černý král · g4 bílý jezdec · h4 bílý král · e3 bílý jezdec · f3 černý pěšec · c2 bílý střelec · f2 bílý pěšec · d1 bílý dáma · f1 černý jezdec | g8 černý střelec · c7 černý jezdec · e7 černý pěšec · h7 černý pěšec · a4 černý věž · f4 černý král · g4 bílý jezdec · h4 bílý král · e3 bílý jezdec · f3 černý pěšec · c2 bílý střelec · f2 bílý pěšec · d1 bílý dáma · f1 černý jezdec | g8 černý střelec · c7 černý jezdec · e7 černý pěšec · h7 černý pěšec · a4 černý věž · f4 černý král · g4 bílý jezdec · h4 bílý král · e3 bílý jezdec · f3 černý pěšec · c2 bílý střelec · f2 bílý pěšec · d1 bílý dáma · f1 černý jezdec | 8 |
| 7 | g8 černý střelec · c7 černý jezdec · e7 černý pěšec · h7 černý pěšec · a4 černý věž · f4 černý král · g4 bílý jezdec · h4 bílý král · e3 bílý jezdec · f3 černý pěšec · c2 bílý střelec · f2 bílý pěšec · d1 bílý dáma · f1 černý jezdec | g8 černý střelec · c7 černý jezdec · e7 černý pěšec · h7 černý pěšec · a4 černý věž · f4 černý král · g4 bílý jezdec · h4 bílý král · e3 bílý jezdec · f3 černý pěšec · c2 bílý střelec · f2 bílý pěšec · d1 bílý dáma · f1 černý jezdec | g8 černý střelec · c7 černý jezdec · e7 černý pěšec · h7 černý pěšec · a4 černý věž · f4 černý král · g4 bílý jezdec · h4 bílý král · e3 bílý jezdec · f3 černý pěšec · c2 bílý střelec · f2 bílý pěšec · d1 bílý dáma · f1 černý jezdec | g8 černý střelec · c7 černý jezdec · e7 černý pěšec · h7 černý pěšec · a4 černý věž · f4 černý král · g4 bílý jezdec · h4 bílý král · e3 bílý jezdec · f3 černý pěšec · c2 bílý střelec · f2 bílý pěšec · d1 bílý dáma · f1 černý jezdec | g8 černý střelec · c7 černý jezdec · e7 černý pěšec · h7 černý pěšec · a4 černý věž · f4 černý král · g4 bílý jezdec · h4 bílý král · e3 bílý jezdec · f3 černý pěšec · c2 bílý střelec · f2 bílý pěšec · d1 bílý dáma · f1 černý jezdec | g8 černý střelec · c7 černý jezdec · e7 černý pěšec · h7 černý pěšec · a4 černý věž · f4 černý král · g4 bílý jezdec · h4 bílý král · e3 bílý jezdec · f3 černý pěšec · c2 bílý střelec · f2 bílý pěšec · d1 bílý dáma · f1 černý jezdec | g8 černý střelec · c7 černý jezdec · e7 černý pěšec · h7 černý pěšec · a4 černý věž · f4 černý král · g4 bílý jezdec · h4 bílý král · e3 bílý jezdec · f3 černý pěšec · c2 bílý střelec · f2 bílý pěšec · d1 bílý dáma · f1 černý jezdec | g8 černý střelec · c7 černý jezdec · e7 černý pěšec · h7 černý pěšec · a4 černý věž · f4 černý král · g4 bílý jezdec · h4 bílý král · e3 bílý jezdec · f3 černý pěšec · c2 bílý střelec · f2 bílý pěšec · d1 bílý dáma · f1 černý jezdec | 7 |
| 6 | g8 černý střelec · c7 černý jezdec · e7 černý pěšec · h7 černý pěšec · a4 černý věž · f4 černý král · g4 bílý jezdec · h4 bílý král · e3 bílý jezdec · f3 černý pěšec · c2 bílý střelec · f2 bílý pěšec · d1 bílý dáma · f1 černý jezdec | g8 černý střelec · c7 černý jezdec · e7 černý pěšec · h7 černý pěšec · a4 černý věž · f4 černý král · g4 bílý jezdec · h4 bílý král · e3 bílý jezdec · f3 černý pěšec · c2 bílý střelec · f2 bílý pěšec · d1 bílý dáma · f1 černý jezdec | g8 černý střelec · c7 černý jezdec · e7 černý pěšec · h7 černý pěšec · a4 černý věž · f4 černý král · g4 bílý jezdec · h4 bílý král · e3 bílý jezdec · f3 černý pěšec · c2 bílý střelec · f2 bílý pěšec · d1 bílý dáma · f1 černý jezdec | g8 černý střelec · c7 černý jezdec · e7 černý pěšec · h7 černý pěšec · a4 černý věž · f4 černý král · g4 bílý jezdec · h4 bílý král · e3 bílý jezdec · f3 černý pěšec · c2 bílý střelec · f2 bílý pěšec · d1 bílý dáma · f1 černý jezdec | g8 černý střelec · c7 černý jezdec · e7 černý pěšec · h7 černý pěšec · a4 černý věž · f4 černý král · g4 bílý jezdec · h4 bílý král · e3 bílý jezdec · f3 černý pěšec · c2 bílý střelec · f2 bílý pěšec · d1 bílý dáma · f1 černý jezdec | g8 černý střelec · c7 černý jezdec · e7 černý pěšec · h7 černý pěšec · a4 černý věž · f4 černý král · g4 bílý jezdec · h4 bílý král · e3 bílý jezdec · f3 černý pěšec · c2 bílý střelec · f2 bílý pěšec · d1 bílý dáma · f1 černý jezdec | g8 černý střelec · c7 černý jezdec · e7 černý pěšec · h7 černý pěšec · a4 černý věž · f4 černý král · g4 bílý jezdec · h4 bílý král · e3 bílý jezdec · f3 černý pěšec · c2 bílý střelec · f2 bílý pěšec · d1 bílý dáma · f1 černý jezdec | g8 černý střelec · c7 černý jezdec · e7 černý pěšec · h7 černý pěšec · a4 černý věž · f4 černý král · g4 bílý jezdec · h4 bílý král · e3 bílý jezdec · f3 černý pěšec · c2 bílý střelec · f2 bílý pěšec · d1 bílý dáma · f1 černý jezdec | 6 |
| 5 | g8 černý střelec · c7 černý jezdec · e7 černý pěšec · h7 černý pěšec · a4 černý věž · f4 černý král · g4 bílý jezdec · h4 bílý král · e3 bílý jezdec · f3 černý pěšec · c2 bílý střelec · f2 bílý pěšec · d1 bílý dáma · f1 černý jezdec | g8 černý střelec · c7 černý jezdec · e7 černý pěšec · h7 černý pěšec · a4 černý věž · f4 černý král · g4 bílý jezdec · h4 bílý král · e3 bílý jezdec · f3 černý pěšec · c2 bílý střelec · f2 bílý pěšec · d1 bílý dáma · f1 černý jezdec | g8 černý střelec · c7 černý jezdec · e7 černý pěšec · h7 černý pěšec · a4 černý věž · f4 černý král · g4 bílý jezdec · h4 bílý král · e3 bílý jezdec · f3 černý pěšec · c2 bílý střelec · f2 bílý pěšec · d1 bílý dáma · f1 černý jezdec | g8 černý střelec · c7 černý jezdec · e7 černý pěšec · h7 černý pěšec · a4 černý věž · f4 černý král · g4 bílý jezdec · h4 bílý král · e3 bílý jezdec · f3 černý pěšec · c2 bílý střelec · f2 bílý pěšec · d1 bílý dáma · f1 černý jezdec | g8 černý střelec · c7 černý jezdec · e7 černý pěšec · h7 černý pěšec · a4 černý věž · f4 černý král · g4 bílý jezdec · h4 bílý král · e3 bílý jezdec · f3 černý pěšec · c2 bílý střelec · f2 bílý pěšec · d1 bílý dáma · f1 černý jezdec | g8 černý střelec · c7 černý jezdec · e7 černý pěšec · h7 černý pěšec · a4 černý věž · f4 černý král · g4 bílý jezdec · h4 bílý král · e3 bílý jezdec · f3 černý pěšec · c2 bílý střelec · f2 bílý pěšec · d1 bílý dáma · f1 černý jezdec | g8 černý střelec · c7 černý jezdec · e7 černý pěšec · h7 černý pěšec · a4 černý věž · f4 černý král · g4 bílý jezdec · h4 bílý král · e3 bílý jezdec · f3 černý pěšec · c2 bílý střelec · f2 bílý pěšec · d1 bílý dáma · f1 černý jezdec | g8 černý střelec · c7 černý jezdec · e7 černý pěšec · h7 černý pěšec · a4 černý věž · f4 černý král · g4 bílý jezdec · h4 bílý král · e3 bílý jezdec · f3 černý pěšec · c2 bílý střelec · f2 bílý pěšec · d1 bílý dáma · f1 černý jezdec | 5 |
| 4 | g8 černý střelec · c7 černý jezdec · e7 černý pěšec · h7 černý pěšec · a4 černý věž · f4 černý král · g4 bílý jezdec · h4 bílý král · e3 bílý jezdec · f3 černý pěšec · c2 bílý střelec · f2 bílý pěšec · d1 bílý dáma · f1 černý jezdec | g8 černý střelec · c7 černý jezdec · e7 černý pěšec · h7 černý pěšec · a4 černý věž · f4 černý král · g4 bílý jezdec · h4 bílý král · e3 bílý jezdec · f3 černý pěšec · c2 bílý střelec · f2 bílý pěšec · d1 bílý dáma · f1 černý jezdec | g8 černý střelec · c7 černý jezdec · e7 černý pěšec · h7 černý pěšec · a4 černý věž · f4 černý král · g4 bílý jezdec · h4 bílý král · e3 bílý jezdec · f3 černý pěšec · c2 bílý střelec · f2 bílý pěšec · d1 bílý dáma · f1 černý jezdec | g8 černý střelec · c7 černý jezdec · e7 černý pěšec · h7 černý pěšec · a4 černý věž · f4 černý král · g4 bílý jezdec · h4 bílý král · e3 bílý jezdec · f3 černý pěšec · c2 bílý střelec · f2 bílý pěšec · d1 bílý dáma · f1 černý jezdec | g8 černý střelec · c7 černý jezdec · e7 černý pěšec · h7 černý pěšec · a4 černý věž · f4 černý král · g4 bílý jezdec · h4 bílý král · e3 bílý jezdec · f3 černý pěšec · c2 bílý střelec · f2 bílý pěšec · d1 bílý dáma · f1 černý jezdec | g8 černý střelec · c7 černý jezdec · e7 černý pěšec · h7 černý pěšec · a4 černý věž · f4 černý král · g4 bílý jezdec · h4 bílý král · e3 bílý jezdec · f3 černý pěšec · c2 bílý střelec · f2 bílý pěšec · d1 bílý dáma · f1 černý jezdec | g8 černý střelec · c7 černý jezdec · e7 černý pěšec · h7 černý pěšec · a4 černý věž · f4 černý král · g4 bílý jezdec · h4 bílý král · e3 bílý jezdec · f3 černý pěšec · c2 bílý střelec · f2 bílý pěšec · d1 bílý dáma · f1 černý jezdec | g8 černý střelec · c7 černý jezdec · e7 černý pěšec · h7 černý pěšec · a4 černý věž · f4 černý král · g4 bílý jezdec · h4 bílý král · e3 bílý jezdec · f3 černý pěšec · c2 bílý střelec · f2 bílý pěšec · d1 bílý dáma · f1 černý jezdec | 4 |
| 3 | g8 černý střelec · c7 černý jezdec · e7 černý pěšec · h7 černý pěšec · a4 černý věž · f4 černý král · g4 bílý jezdec · h4 bílý král · e3 bílý jezdec · f3 černý pěšec · c2 bílý střelec · f2 bílý pěšec · d1 bílý dáma · f1 černý jezdec | g8 černý střelec · c7 černý jezdec · e7 černý pěšec · h7 černý pěšec · a4 černý věž · f4 černý král · g4 bílý jezdec · h4 bílý král · e3 bílý jezdec · f3 černý pěšec · c2 bílý střelec · f2 bílý pěšec · d1 bílý dáma · f1 černý jezdec | g8 černý střelec · c7 černý jezdec · e7 černý pěšec · h7 černý pěšec · a4 černý věž · f4 černý král · g4 bílý jezdec · h4 bílý král · e3 bílý jezdec · f3 černý pěšec · c2 bílý střelec · f2 bílý pěšec · d1 bílý dáma · f1 černý jezdec | g8 černý střelec · c7 černý jezdec · e7 černý pěšec · h7 černý pěšec · a4 černý věž · f4 černý král · g4 bílý jezdec · h4 bílý král · e3 bílý jezdec · f3 černý pěšec · c2 bílý střelec · f2 bílý pěšec · d1 bílý dáma · f1 černý jezdec | g8 černý střelec · c7 černý jezdec · e7 černý pěšec · h7 černý pěšec · a4 černý věž · f4 černý král · g4 bílý jezdec · h4 bílý král · e3 bílý jezdec · f3 černý pěšec · c2 bílý střelec · f2 bílý pěšec · d1 bílý dáma · f1 černý jezdec | g8 černý střelec · c7 černý jezdec · e7 černý pěšec · h7 černý pěšec · a4 černý věž · f4 černý král · g4 bílý jezdec · h4 bílý král · e3 bílý jezdec · f3 černý pěšec · c2 bílý střelec · f2 bílý pěšec · d1 bílý dáma · f1 černý jezdec | g8 černý střelec · c7 černý jezdec · e7 černý pěšec · h7 černý pěšec · a4 černý věž · f4 černý král · g4 bílý jezdec · h4 bílý král · e3 bílý jezdec · f3 černý pěšec · c2 bílý střelec · f2 bílý pěšec · d1 bílý dáma · f1 černý jezdec | g8 černý střelec · c7 černý jezdec · e7 černý pěšec · h7 černý pěšec · a4 černý věž · f4 černý král · g4 bílý jezdec · h4 bílý král · e3 bílý jezdec · f3 černý pěšec · c2 bílý střelec · f2 bílý pěšec · d1 bílý dáma · f1 černý jezdec | 3 |
| 2 | g8 černý střelec · c7 černý jezdec · e7 černý pěšec · h7 černý pěšec · a4 černý věž · f4 černý král · g4 bílý jezdec · h4 bílý král · e3 bílý jezdec · f3 černý pěšec · c2 bílý střelec · f2 bílý pěšec · d1 bílý dáma · f1 černý jezdec | g8 černý střelec · c7 černý jezdec · e7 černý pěšec · h7 černý pěšec · a4 černý věž · f4 černý král · g4 bílý jezdec · h4 bílý král · e3 bílý jezdec · f3 černý pěšec · c2 bílý střelec · f2 bílý pěšec · d1 bílý dáma · f1 černý jezdec | g8 černý střelec · c7 černý jezdec · e7 černý pěšec · h7 černý pěšec · a4 černý věž · f4 černý král · g4 bílý jezdec · h4 bílý král · e3 bílý jezdec · f3 černý pěšec · c2 bílý střelec · f2 bílý pěšec · d1 bílý dáma · f1 černý jezdec | g8 černý střelec · c7 černý jezdec · e7 černý pěšec · h7 černý pěšec · a4 černý věž · f4 černý král · g4 bílý jezdec · h4 bílý král · e3 bílý jezdec · f3 černý pěšec · c2 bílý střelec · f2 bílý pěšec · d1 bílý dáma · f1 černý jezdec | g8 černý střelec · c7 černý jezdec · e7 černý pěšec · h7 černý pěšec · a4 černý věž · f4 černý král · g4 bílý jezdec · h4 bílý král · e3 bílý jezdec · f3 černý pěšec · c2 bílý střelec · f2 bílý pěšec · d1 bílý dáma · f1 černý jezdec | g8 černý střelec · c7 černý jezdec · e7 černý pěšec · h7 černý pěšec · a4 černý věž · f4 černý král · g4 bílý jezdec · h4 bílý král · e3 bílý jezdec · f3 černý pěšec · c2 bílý střelec · f2 bílý pěšec · d1 bílý dáma · f1 černý jezdec | g8 černý střelec · c7 černý jezdec · e7 černý pěšec · h7 černý pěšec · a4 černý věž · f4 černý král · g4 bílý jezdec · h4 bílý král · e3 bílý jezdec · f3 černý pěšec · c2 bílý střelec · f2 bílý pěšec · d1 bílý dáma · f1 černý jezdec | g8 černý střelec · c7 černý jezdec · e7 černý pěšec · h7 černý pěšec · a4 černý věž · f4 černý král · g4 bílý jezdec · h4 bílý král · e3 bílý jezdec · f3 černý pěšec · c2 bílý střelec · f2 bílý pěšec · d1 bílý dáma · f1 černý jezdec | 2 |
| 1 | g8 černý střelec · c7 černý jezdec · e7 černý pěšec · h7 černý pěšec · a4 černý věž · f4 černý král · g4 bílý jezdec · h4 bílý král · e3 bílý jezdec · f3 černý pěšec · c2 bílý střelec · f2 bílý pěšec · d1 bílý dáma · f1 černý jezdec | g8 černý střelec · c7 černý jezdec · e7 černý pěšec · h7 černý pěšec · a4 černý věž · f4 černý král · g4 bílý jezdec · h4 bílý král · e3 bílý jezdec · f3 černý pěšec · c2 bílý střelec · f2 bílý pěšec · d1 bílý dáma · f1 černý jezdec | g8 černý střelec · c7 černý jezdec · e7 černý pěšec · h7 černý pěšec · a4 černý věž · f4 černý král · g4 bílý jezdec · h4 bílý král · e3 bílý jezdec · f3 černý pěšec · c2 bílý střelec · f2 bílý pěšec · d1 bílý dáma · f1 černý jezdec | g8 černý střelec · c7 černý jezdec · e7 černý pěšec · h7 černý pěšec · a4 černý věž · f4 černý král · g4 bílý jezdec · h4 bílý král · e3 bílý jezdec · f3 černý pěšec · c2 bílý střelec · f2 bílý pěšec · d1 bílý dáma · f1 černý jezdec | g8 černý střelec · c7 černý jezdec · e7 černý pěšec · h7 černý pěšec · a4 černý věž · f4 černý král · g4 bílý jezdec · h4 bílý král · e3 bílý jezdec · f3 černý pěšec · c2 bílý střelec · f2 bílý pěšec · d1 bílý dáma · f1 černý jezdec | g8 černý střelec · c7 černý jezdec · e7 černý pěšec · h7 černý pěšec · a4 černý věž · f4 černý král · g4 bílý jezdec · h4 bílý král · e3 bílý jezdec · f3 černý pěšec · c2 bílý střelec · f2 bílý pěšec · d1 bílý dáma · f1 černý jezdec | g8 černý střelec · c7 černý jezdec · e7 černý pěšec · h7 černý pěšec · a4 černý věž · f4 černý král · g4 bílý jezdec · h4 bílý král · e3 bílý jezdec · f3 černý pěšec · c2 bílý střelec · f2 bílý pěšec · d1 bílý dáma · f1 černý jezdec | g8 černý střelec · c7 černý jezdec · e7 černý pěšec · h7 černý pěšec · a4 černý věž · f4 černý král · g4 bílý jezdec · h4 bílý král · e3 bílý jezdec · f3 černý pěšec · c2 bílý střelec · f2 bílý pěšec · d1 bílý dáma · f1 černý jezdec | 1 |
|   | a | b | c | d | e | f | g | h |   |

Interferujícími figurami obvykle bývají věž a střelec, ovšem mohou jimi být i jiné kameny, jako např. v následující úloze z roku 1916 (zobrazené na druhém diagramu), kde tuto roli hrají střelec a pěšec.
Úvodním tahem je 1. Dd7 s hrozbou 2. Df5#. Podobně jako v předchozím případě se černý může bránit tím, že dámě odřízne zamýšlenou cestu, ovšem obě možné obrany obsahují vadu, která je černému osudná – vzájemnou interferenci bránících kamenů. V případě tahu 1. ... Se6 střelec zablokuje pěšce, který tak nemůže bránit krále postoupením na pole e5, takže bílý může matovat 2. Dxc7#. Pokud se cestu pokusí dámě zastoupit pěšec tahem 1. ... e6, zablokuje současně vlastního střelce, a umožní tak bílému zahrát 2. Dxa4# (nebýt pěšce na poli e6, mohl by střelec mat oddálit tím, že by se postavil na c4).
Černý má ještě několik dalších netematických možností obrany, všechny případy jsou vypsané níže:
1. Dd7 (s hrozbou 2. Df5#)
1. ... Se6 2. Dxc7#
1. ... e6 2. Dxa4#
1. ... Je6 2. Jd5#
1. ... Va5 2. Dd4#
1. ... Jxe3 2. fxe3#
1. ... Jg3 2. fxg3#

## Vícenásobný Grimshaw
|   | a | b | c | d | e | f | g | h |   |
| 8 | f8 bílý jezdec · c7 bílý král · f7 bílý střelec · a6 bílý pěšec · c6 černý pěšec · g6 černý věž · b5 černý pěšec · c5 černý král · b4 bílý jezdec · h4 bílý věž · c3 černý pěšec · d3 bílý pěšec · h3 černý střelec · a2 černý věž · c2 bílý dáma · h2 bílý střelec · a1 černý střelec · f1 bílý věž | f8 bílý jezdec · c7 bílý král · f7 bílý střelec · a6 bílý pěšec · c6 černý pěšec · g6 černý věž · b5 černý pěšec · c5 černý král · b4 bílý jezdec · h4 bílý věž · c3 černý pěšec · d3 bílý pěšec · h3 černý střelec · a2 černý věž · c2 bílý dáma · h2 bílý střelec · a1 černý střelec · f1 bílý věž | f8 bílý jezdec · c7 bílý král · f7 bílý střelec · a6 bílý pěšec · c6 černý pěšec · g6 černý věž · b5 černý pěšec · c5 černý král · b4 bílý jezdec · h4 bílý věž · c3 černý pěšec · d3 bílý pěšec · h3 černý střelec · a2 černý věž · c2 bílý dáma · h2 bílý střelec · a1 černý střelec · f1 bílý věž | f8 bílý jezdec · c7 bílý král · f7 bílý střelec · a6 bílý pěšec · c6 černý pěšec · g6 černý věž · b5 černý pěšec · c5 černý král · b4 bílý jezdec · h4 bílý věž · c3 černý pěšec · d3 bílý pěšec · h3 černý střelec · a2 černý věž · c2 bílý dáma · h2 bílý střelec · a1 černý střelec · f1 bílý věž | f8 bílý jezdec · c7 bílý král · f7 bílý střelec · a6 bílý pěšec · c6 černý pěšec · g6 černý věž · b5 černý pěšec · c5 černý král · b4 bílý jezdec · h4 bílý věž · c3 černý pěšec · d3 bílý pěšec · h3 černý střelec · a2 černý věž · c2 bílý dáma · h2 bílý střelec · a1 černý střelec · f1 bílý věž | f8 bílý jezdec · c7 bílý král · f7 bílý střelec · a6 bílý pěšec · c6 černý pěšec · g6 černý věž · b5 černý pěšec · c5 černý král · b4 bílý jezdec · h4 bílý věž · c3 černý pěšec · d3 bílý pěšec · h3 černý střelec · a2 černý věž · c2 bílý dáma · h2 bílý střelec · a1 černý střelec · f1 bílý věž | f8 bílý jezdec · c7 bílý král · f7 bílý střelec · a6 bílý pěšec · c6 černý pěšec · g6 černý věž · b5 černý pěšec · c5 černý král · b4 bílý jezdec · h4 bílý věž · c3 černý pěšec · d3 bílý pěšec · h3 černý střelec · a2 černý věž · c2 bílý dáma · h2 bílý střelec · a1 černý střelec · f1 bílý věž | f8 bílý jezdec · c7 bílý král · f7 bílý střelec · a6 bílý pěšec · c6 černý pěšec · g6 černý věž · b5 černý pěšec · c5 černý král · b4 bílý jezdec · h4 bílý věž · c3 černý pěšec · d3 bílý pěšec · h3 černý střelec · a2 černý věž · c2 bílý dáma · h2 bílý střelec · a1 černý střelec · f1 bílý věž | 8 |
| 7 | f8 bílý jezdec · c7 bílý král · f7 bílý střelec · a6 bílý pěšec · c6 černý pěšec · g6 černý věž · b5 černý pěšec · c5 černý král · b4 bílý jezdec · h4 bílý věž · c3 černý pěšec · d3 bílý pěšec · h3 černý střelec · a2 černý věž · c2 bílý dáma · h2 bílý střelec · a1 černý střelec · f1 bílý věž | f8 bílý jezdec · c7 bílý král · f7 bílý střelec · a6 bílý pěšec · c6 černý pěšec · g6 černý věž · b5 černý pěšec · c5 černý král · b4 bílý jezdec · h4 bílý věž · c3 černý pěšec · d3 bílý pěšec · h3 černý střelec · a2 černý věž · c2 bílý dáma · h2 bílý střelec · a1 černý střelec · f1 bílý věž | f8 bílý jezdec · c7 bílý král · f7 bílý střelec · a6 bílý pěšec · c6 černý pěšec · g6 černý věž · b5 černý pěšec · c5 černý král · b4 bílý jezdec · h4 bílý věž · c3 černý pěšec · d3 bílý pěšec · h3 černý střelec · a2 černý věž · c2 bílý dáma · h2 bílý střelec · a1 černý střelec · f1 bílý věž | f8 bílý jezdec · c7 bílý král · f7 bílý střelec · a6 bílý pěšec · c6 černý pěšec · g6 černý věž · b5 černý pěšec · c5 černý král · b4 bílý jezdec · h4 bílý věž · c3 černý pěšec · d3 bílý pěšec · h3 černý střelec · a2 černý věž · c2 bílý dáma · h2 bílý střelec · a1 černý střelec · f1 bílý věž | f8 bílý jezdec · c7 bílý král · f7 bílý střelec · a6 bílý pěšec · c6 černý pěšec · g6 černý věž · b5 černý pěšec · c5 černý král · b4 bílý jezdec · h4 bílý věž · c3 černý pěšec · d3 bílý pěšec · h3 černý střelec · a2 černý věž · c2 bílý dáma · h2 bílý střelec · a1 černý střelec · f1 bílý věž | f8 bílý jezdec · c7 bílý král · f7 bílý střelec · a6 bílý pěšec · c6 černý pěšec · g6 černý věž · b5 černý pěšec · c5 černý král · b4 bílý jezdec · h4 bílý věž · c3 černý pěšec · d3 bílý pěšec · h3 černý střelec · a2 černý věž · c2 bílý dáma · h2 bílý střelec · a1 černý střelec · f1 bílý věž | f8 bílý jezdec · c7 bílý král · f7 bílý střelec · a6 bílý pěšec · c6 černý pěšec · g6 černý věž · b5 černý pěšec · c5 černý král · b4 bílý jezdec · h4 bílý věž · c3 černý pěšec · d3 bílý pěšec · h3 černý střelec · a2 černý věž · c2 bílý dáma · h2 bílý střelec · a1 černý střelec · f1 bílý věž | f8 bílý jezdec · c7 bílý král · f7 bílý střelec · a6 bílý pěšec · c6 černý pěšec · g6 černý věž · b5 černý pěšec · c5 černý král · b4 bílý jezdec · h4 bílý věž · c3 černý pěšec · d3 bílý pěšec · h3 černý střelec · a2 černý věž · c2 bílý dáma · h2 bílý střelec · a1 černý střelec · f1 bílý věž | 7 |
| 6 | f8 bílý jezdec · c7 bílý král · f7 bílý střelec · a6 bílý pěšec · c6 černý pěšec · g6 černý věž · b5 černý pěšec · c5 černý král · b4 bílý jezdec · h4 bílý věž · c3 černý pěšec · d3 bílý pěšec · h3 černý střelec · a2 černý věž · c2 bílý dáma · h2 bílý střelec · a1 černý střelec · f1 bílý věž | f8 bílý jezdec · c7 bílý král · f7 bílý střelec · a6 bílý pěšec · c6 černý pěšec · g6 černý věž · b5 černý pěšec · c5 černý král · b4 bílý jezdec · h4 bílý věž · c3 černý pěšec · d3 bílý pěšec · h3 černý střelec · a2 černý věž · c2 bílý dáma · h2 bílý střelec · a1 černý střelec · f1 bílý věž | f8 bílý jezdec · c7 bílý král · f7 bílý střelec · a6 bílý pěšec · c6 černý pěšec · g6 černý věž · b5 černý pěšec · c5 černý král · b4 bílý jezdec · h4 bílý věž · c3 černý pěšec · d3 bílý pěšec · h3 černý střelec · a2 černý věž · c2 bílý dáma · h2 bílý střelec · a1 černý střelec · f1 bílý věž | f8 bílý jezdec · c7 bílý král · f7 bílý střelec · a6 bílý pěšec · c6 černý pěšec · g6 černý věž · b5 černý pěšec · c5 černý král · b4 bílý jezdec · h4 bílý věž · c3 černý pěšec · d3 bílý pěšec · h3 černý střelec · a2 černý věž · c2 bílý dáma · h2 bílý střelec · a1 černý střelec · f1 bílý věž | f8 bílý jezdec · c7 bílý král · f7 bílý střelec · a6 bílý pěšec · c6 černý pěšec · g6 černý věž · b5 černý pěšec · c5 černý král · b4 bílý jezdec · h4 bílý věž · c3 černý pěšec · d3 bílý pěšec · h3 černý střelec · a2 černý věž · c2 bílý dáma · h2 bílý střelec · a1 černý střelec · f1 bílý věž | f8 bílý jezdec · c7 bílý král · f7 bílý střelec · a6 bílý pěšec · c6 černý pěšec · g6 černý věž · b5 černý pěšec · c5 černý král · b4 bílý jezdec · h4 bílý věž · c3 černý pěšec · d3 bílý pěšec · h3 černý střelec · a2 černý věž · c2 bílý dáma · h2 bílý střelec · a1 černý střelec · f1 bílý věž | f8 bílý jezdec · c7 bílý král · f7 bílý střelec · a6 bílý pěšec · c6 černý pěšec · g6 černý věž · b5 černý pěšec · c5 černý král · b4 bílý jezdec · h4 bílý věž · c3 černý pěšec · d3 bílý pěšec · h3 černý střelec · a2 černý věž · c2 bílý dáma · h2 bílý střelec · a1 černý střelec · f1 bílý věž | f8 bílý jezdec · c7 bílý král · f7 bílý střelec · a6 bílý pěšec · c6 černý pěšec · g6 černý věž · b5 černý pěšec · c5 černý král · b4 bílý jezdec · h4 bílý věž · c3 černý pěšec · d3 bílý pěšec · h3 černý střelec · a2 černý věž · c2 bílý dáma · h2 bílý střelec · a1 černý střelec · f1 bílý věž | 6 |
| 5 | f8 bílý jezdec · c7 bílý král · f7 bílý střelec · a6 bílý pěšec · c6 černý pěšec · g6 černý věž · b5 černý pěšec · c5 černý král · b4 bílý jezdec · h4 bílý věž · c3 černý pěšec · d3 bílý pěšec · h3 černý střelec · a2 černý věž · c2 bílý dáma · h2 bílý střelec · a1 černý střelec · f1 bílý věž | f8 bílý jezdec · c7 bílý král · f7 bílý střelec · a6 bílý pěšec · c6 černý pěšec · g6 černý věž · b5 černý pěšec · c5 černý král · b4 bílý jezdec · h4 bílý věž · c3 černý pěšec · d3 bílý pěšec · h3 černý střelec · a2 černý věž · c2 bílý dáma · h2 bílý střelec · a1 černý střelec · f1 bílý věž | f8 bílý jezdec · c7 bílý král · f7 bílý střelec · a6 bílý pěšec · c6 černý pěšec · g6 černý věž · b5 černý pěšec · c5 černý král · b4 bílý jezdec · h4 bílý věž · c3 černý pěšec · d3 bílý pěšec · h3 černý střelec · a2 černý věž · c2 bílý dáma · h2 bílý střelec · a1 černý střelec · f1 bílý věž | f8 bílý jezdec · c7 bílý král · f7 bílý střelec · a6 bílý pěšec · c6 černý pěšec · g6 černý věž · b5 černý pěšec · c5 černý král · b4 bílý jezdec · h4 bílý věž · c3 černý pěšec · d3 bílý pěšec · h3 černý střelec · a2 černý věž · c2 bílý dáma · h2 bílý střelec · a1 černý střelec · f1 bílý věž | f8 bílý jezdec · c7 bílý král · f7 bílý střelec · a6 bílý pěšec · c6 černý pěšec · g6 černý věž · b5 černý pěšec · c5 černý král · b4 bílý jezdec · h4 bílý věž · c3 černý pěšec · d3 bílý pěšec · h3 černý střelec · a2 černý věž · c2 bílý dáma · h2 bílý střelec · a1 černý střelec · f1 bílý věž | f8 bílý jezdec · c7 bílý král · f7 bílý střelec · a6 bílý pěšec · c6 černý pěšec · g6 černý věž · b5 černý pěšec · c5 černý král · b4 bílý jezdec · h4 bílý věž · c3 černý pěšec · d3 bílý pěšec · h3 černý střelec · a2 černý věž · c2 bílý dáma · h2 bílý střelec · a1 černý střelec · f1 bílý věž | f8 bílý jezdec · c7 bílý král · f7 bílý střelec · a6 bílý pěšec · c6 černý pěšec · g6 černý věž · b5 černý pěšec · c5 černý král · b4 bílý jezdec · h4 bílý věž · c3 černý pěšec · d3 bílý pěšec · h3 černý střelec · a2 černý věž · c2 bílý dáma · h2 bílý střelec · a1 černý střelec · f1 bílý věž | f8 bílý jezdec · c7 bílý král · f7 bílý střelec · a6 bílý pěšec · c6 černý pěšec · g6 černý věž · b5 černý pěšec · c5 černý král · b4 bílý jezdec · h4 bílý věž · c3 černý pěšec · d3 bílý pěšec · h3 černý střelec · a2 černý věž · c2 bílý dáma · h2 bílý střelec · a1 černý střelec · f1 bílý věž | 5 |
| 4 | f8 bílý jezdec · c7 bílý král · f7 bílý střelec · a6 bílý pěšec · c6 černý pěšec · g6 černý věž · b5 černý pěšec · c5 černý král · b4 bílý jezdec · h4 bílý věž · c3 černý pěšec · d3 bílý pěšec · h3 černý střelec · a2 černý věž · c2 bílý dáma · h2 bílý střelec · a1 černý střelec · f1 bílý věž | f8 bílý jezdec · c7 bílý král · f7 bílý střelec · a6 bílý pěšec · c6 černý pěšec · g6 černý věž · b5 černý pěšec · c5 černý král · b4 bílý jezdec · h4 bílý věž · c3 černý pěšec · d3 bílý pěšec · h3 černý střelec · a2 černý věž · c2 bílý dáma · h2 bílý střelec · a1 černý střelec · f1 bílý věž | f8 bílý jezdec · c7 bílý král · f7 bílý střelec · a6 bílý pěšec · c6 černý pěšec · g6 černý věž · b5 černý pěšec · c5 černý král · b4 bílý jezdec · h4 bílý věž · c3 černý pěšec · d3 bílý pěšec · h3 černý střelec · a2 černý věž · c2 bílý dáma · h2 bílý střelec · a1 černý střelec · f1 bílý věž | f8 bílý jezdec · c7 bílý král · f7 bílý střelec · a6 bílý pěšec · c6 černý pěšec · g6 černý věž · b5 černý pěšec · c5 černý král · b4 bílý jezdec · h4 bílý věž · c3 černý pěšec · d3 bílý pěšec · h3 černý střelec · a2 černý věž · c2 bílý dáma · h2 bílý střelec · a1 černý střelec · f1 bílý věž | f8 bílý jezdec · c7 bílý král · f7 bílý střelec · a6 bílý pěšec · c6 černý pěšec · g6 černý věž · b5 černý pěšec · c5 černý král · b4 bílý jezdec · h4 bílý věž · c3 černý pěšec · d3 bílý pěšec · h3 černý střelec · a2 černý věž · c2 bílý dáma · h2 bílý střelec · a1 černý střelec · f1 bílý věž | f8 bílý jezdec · c7 bílý král · f7 bílý střelec · a6 bílý pěšec · c6 černý pěšec · g6 černý věž · b5 černý pěšec · c5 černý král · b4 bílý jezdec · h4 bílý věž · c3 černý pěšec · d3 bílý pěšec · h3 černý střelec · a2 černý věž · c2 bílý dáma · h2 bílý střelec · a1 černý střelec · f1 bílý věž | f8 bílý jezdec · c7 bílý král · f7 bílý střelec · a6 bílý pěšec · c6 černý pěšec · g6 černý věž · b5 černý pěšec · c5 černý král · b4 bílý jezdec · h4 bílý věž · c3 černý pěšec · d3 bílý pěšec · h3 černý střelec · a2 černý věž · c2 bílý dáma · h2 bílý střelec · a1 černý střelec · f1 bílý věž | f8 bílý jezdec · c7 bílý král · f7 bílý střelec · a6 bílý pěšec · c6 černý pěšec · g6 černý věž · b5 černý pěšec · c5 černý král · b4 bílý jezdec · h4 bílý věž · c3 černý pěšec · d3 bílý pěšec · h3 černý střelec · a2 černý věž · c2 bílý dáma · h2 bílý střelec · a1 černý střelec · f1 bílý věž | 4 |
| 3 | f8 bílý jezdec · c7 bílý král · f7 bílý střelec · a6 bílý pěšec · c6 černý pěšec · g6 černý věž · b5 černý pěšec · c5 černý král · b4 bílý jezdec · h4 bílý věž · c3 černý pěšec · d3 bílý pěšec · h3 černý střelec · a2 černý věž · c2 bílý dáma · h2 bílý střelec · a1 černý střelec · f1 bílý věž | f8 bílý jezdec · c7 bílý král · f7 bílý střelec · a6 bílý pěšec · c6 černý pěšec · g6 černý věž · b5 černý pěšec · c5 černý král · b4 bílý jezdec · h4 bílý věž · c3 černý pěšec · d3 bílý pěšec · h3 černý střelec · a2 černý věž · c2 bílý dáma · h2 bílý střelec · a1 černý střelec · f1 bílý věž | f8 bílý jezdec · c7 bílý král · f7 bílý střelec · a6 bílý pěšec · c6 černý pěšec · g6 černý věž · b5 černý pěšec · c5 černý král · b4 bílý jezdec · h4 bílý věž · c3 černý pěšec · d3 bílý pěšec · h3 černý střelec · a2 černý věž · c2 bílý dáma · h2 bílý střelec · a1 černý střelec · f1 bílý věž | f8 bílý jezdec · c7 bílý král · f7 bílý střelec · a6 bílý pěšec · c6 černý pěšec · g6 černý věž · b5 černý pěšec · c5 černý král · b4 bílý jezdec · h4 bílý věž · c3 černý pěšec · d3 bílý pěšec · h3 černý střelec · a2 černý věž · c2 bílý dáma · h2 bílý střelec · a1 černý střelec · f1 bílý věž | f8 bílý jezdec · c7 bílý král · f7 bílý střelec · a6 bílý pěšec · c6 černý pěšec · g6 černý věž · b5 černý pěšec · c5 černý král · b4 bílý jezdec · h4 bílý věž · c3 černý pěšec · d3 bílý pěšec · h3 černý střelec · a2 černý věž · c2 bílý dáma · h2 bílý střelec · a1 černý střelec · f1 bílý věž | f8 bílý jezdec · c7 bílý král · f7 bílý střelec · a6 bílý pěšec · c6 černý pěšec · g6 černý věž · b5 černý pěšec · c5 černý král · b4 bílý jezdec · h4 bílý věž · c3 černý pěšec · d3 bílý pěšec · h3 černý střelec · a2 černý věž · c2 bílý dáma · h2 bílý střelec · a1 černý střelec · f1 bílý věž | f8 bílý jezdec · c7 bílý král · f7 bílý střelec · a6 bílý pěšec · c6 černý pěšec · g6 černý věž · b5 černý pěšec · c5 černý král · b4 bílý jezdec · h4 bílý věž · c3 černý pěšec · d3 bílý pěšec · h3 černý střelec · a2 černý věž · c2 bílý dáma · h2 bílý střelec · a1 černý střelec · f1 bílý věž | f8 bílý jezdec · c7 bílý král · f7 bílý střelec · a6 bílý pěšec · c6 černý pěšec · g6 černý věž · b5 černý pěšec · c5 černý král · b4 bílý jezdec · h4 bílý věž · c3 černý pěšec · d3 bílý pěšec · h3 černý střelec · a2 černý věž · c2 bílý dáma · h2 bílý střelec · a1 černý střelec · f1 bílý věž | 3 |
| 2 | f8 bílý jezdec · c7 bílý král · f7 bílý střelec · a6 bílý pěšec · c6 černý pěšec · g6 černý věž · b5 černý pěšec · c5 černý král · b4 bílý jezdec · h4 bílý věž · c3 černý pěšec · d3 bílý pěšec · h3 černý střelec · a2 černý věž · c2 bílý dáma · h2 bílý střelec · a1 černý střelec · f1 bílý věž | f8 bílý jezdec · c7 bílý král · f7 bílý střelec · a6 bílý pěšec · c6 černý pěšec · g6 černý věž · b5 černý pěšec · c5 černý král · b4 bílý jezdec · h4 bílý věž · c3 černý pěšec · d3 bílý pěšec · h3 černý střelec · a2 černý věž · c2 bílý dáma · h2 bílý střelec · a1 černý střelec · f1 bílý věž | f8 bílý jezdec · c7 bílý král · f7 bílý střelec · a6 bílý pěšec · c6 černý pěšec · g6 černý věž · b5 černý pěšec · c5 černý král · b4 bílý jezdec · h4 bílý věž · c3 černý pěšec · d3 bílý pěšec · h3 černý střelec · a2 černý věž · c2 bílý dáma · h2 bílý střelec · a1 černý střelec · f1 bílý věž | f8 bílý jezdec · c7 bílý král · f7 bílý střelec · a6 bílý pěšec · c6 černý pěšec · g6 černý věž · b5 černý pěšec · c5 černý král · b4 bílý jezdec · h4 bílý věž · c3 černý pěšec · d3 bílý pěšec · h3 černý střelec · a2 černý věž · c2 bílý dáma · h2 bílý střelec · a1 černý střelec · f1 bílý věž | f8 bílý jezdec · c7 bílý král · f7 bílý střelec · a6 bílý pěšec · c6 černý pěšec · g6 černý věž · b5 černý pěšec · c5 černý král · b4 bílý jezdec · h4 bílý věž · c3 černý pěšec · d3 bílý pěšec · h3 černý střelec · a2 černý věž · c2 bílý dáma · h2 bílý střelec · a1 černý střelec · f1 bílý věž | f8 bílý jezdec · c7 bílý král · f7 bílý střelec · a6 bílý pěšec · c6 černý pěšec · g6 černý věž · b5 černý pěšec · c5 černý král · b4 bílý jezdec · h4 bílý věž · c3 černý pěšec · d3 bílý pěšec · h3 černý střelec · a2 černý věž · c2 bílý dáma · h2 bílý střelec · a1 černý střelec · f1 bílý věž | f8 bílý jezdec · c7 bílý král · f7 bílý střelec · a6 bílý pěšec · c6 černý pěšec · g6 černý věž · b5 černý pěšec · c5 černý král · b4 bílý jezdec · h4 bílý věž · c3 černý pěšec · d3 bílý pěšec · h3 černý střelec · a2 černý věž · c2 bílý dáma · h2 bílý střelec · a1 černý střelec · f1 bílý věž | f8 bílý jezdec · c7 bílý král · f7 bílý střelec · a6 bílý pěšec · c6 černý pěšec · g6 černý věž · b5 černý pěšec · c5 černý král · b4 bílý jezdec · h4 bílý věž · c3 černý pěšec · d3 bílý pěšec · h3 černý střelec · a2 černý věž · c2 bílý dáma · h2 bílý střelec · a1 černý střelec · f1 bílý věž | 2 |
| 1 | f8 bílý jezdec · c7 bílý král · f7 bílý střelec · a6 bílý pěšec · c6 černý pěšec · g6 černý věž · b5 černý pěšec · c5 černý král · b4 bílý jezdec · h4 bílý věž · c3 černý pěšec · d3 bílý pěšec · h3 černý střelec · a2 černý věž · c2 bílý dáma · h2 bílý střelec · a1 černý střelec · f1 bílý věž | f8 bílý jezdec · c7 bílý král · f7 bílý střelec · a6 bílý pěšec · c6 černý pěšec · g6 černý věž · b5 černý pěšec · c5 černý král · b4 bílý jezdec · h4 bílý věž · c3 černý pěšec · d3 bílý pěšec · h3 černý střelec · a2 černý věž · c2 bílý dáma · h2 bílý střelec · a1 černý střelec · f1 bílý věž | f8 bílý jezdec · c7 bílý král · f7 bílý střelec · a6 bílý pěšec · c6 černý pěšec · g6 černý věž · b5 černý pěšec · c5 černý král · b4 bílý jezdec · h4 bílý věž · c3 černý pěšec · d3 bílý pěšec · h3 černý střelec · a2 černý věž · c2 bílý dáma · h2 bílý střelec · a1 černý střelec · f1 bílý věž | f8 bílý jezdec · c7 bílý král · f7 bílý střelec · a6 bílý pěšec · c6 černý pěšec · g6 černý věž · b5 černý pěšec · c5 černý král · b4 bílý jezdec · h4 bílý věž · c3 černý pěšec · d3 bílý pěšec · h3 černý střelec · a2 černý věž · c2 bílý dáma · h2 bílý střelec · a1 černý střelec · f1 bílý věž | f8 bílý jezdec · c7 bílý král · f7 bílý střelec · a6 bílý pěšec · c6 černý pěšec · g6 černý věž · b5 černý pěšec · c5 černý král · b4 bílý jezdec · h4 bílý věž · c3 černý pěšec · d3 bílý pěšec · h3 černý střelec · a2 černý věž · c2 bílý dáma · h2 bílý střelec · a1 černý střelec · f1 bílý věž | f8 bílý jezdec · c7 bílý král · f7 bílý střelec · a6 bílý pěšec · c6 černý pěšec · g6 černý věž · b5 černý pěšec · c5 černý král · b4 bílý jezdec · h4 bílý věž · c3 černý pěšec · d3 bílý pěšec · h3 černý střelec · a2 černý věž · c2 bílý dáma · h2 bílý střelec · a1 černý střelec · f1 bílý věž | f8 bílý jezdec · c7 bílý král · f7 bílý střelec · a6 bílý pěšec · c6 černý pěšec · g6 černý věž · b5 černý pěšec · c5 černý král · b4 bílý jezdec · h4 bílý věž · c3 černý pěšec · d3 bílý pěšec · h3 černý střelec · a2 černý věž · c2 bílý dáma · h2 bílý střelec · a1 černý střelec · f1 bílý věž | f8 bílý jezdec · c7 bílý král · f7 bílý střelec · a6 bílý pěšec · c6 černý pěšec · g6 černý věž · b5 černý pěšec · c5 černý král · b4 bílý jezdec · h4 bílý věž · c3 černý pěšec · d3 bílý pěšec · h3 černý střelec · a2 černý věž · c2 bílý dáma · h2 bílý střelec · a1 černý střelec · f1 bílý věž | 1 |
|   | a | b | c | d | e | f | g | h |   |

Někdy se může v jedné šachové úloze objevit i několik Grimshawových interferencí, jako například v úloze Lva Iljiče Lošinského z roku 1930 (zobrazené na třetím diagramu).
Opět se jedná o dvojtažku. Úvodním tahem je 1. Vb1 s hrozbou 2. d4#. Šest způsobů obrany vede ke Grimshawově interferenci, která černému zabrání odebrat matující figuru. Černého možné obrany a bílého odpovědi jsou:
1. Vb1
1. ... Ve6 2. Jd7# (nelze 2. ... Sxd7)
1. ... Se6 2. Sd6# (nelze 2. ... Vxd6)
1. ... Vg4 2. Je6# (nelze 2. ... Sxe6)
1. ... Sg4 2. Sg1# (nelze 2. ... Vxg1)
1. ... Vb2 2. Dxc3# (nelze 2. ... Sxc3)
1. ... Sb2 2. Df2# (nelze 2. ... Vxf2)
Kromě toho má černý ještě také možnost zahrát 1. ... Vd6, na což bílý zareaguje jednoduchým odebráním věže 2. Sxd6#. V zásadě se jedná o stejný mat jako v případě tahu 1. ... Se6.
|   | a | b | c | d | e | f | g | h |   |
| 8 | a8 černý střelec · e8 bílý král · h8 černý střelec · a7 černý věž · c7 bílý věž · f7 černý pěšec · h7 černý věž · e6 černý král · b5 bílý jezdec · d5 černý jezdec · c4 bílý střelec · d4 bílý pěšec · f4 bílý dáma | a8 černý střelec · e8 bílý král · h8 černý střelec · a7 černý věž · c7 bílý věž · f7 černý pěšec · h7 černý věž · e6 černý král · b5 bílý jezdec · d5 černý jezdec · c4 bílý střelec · d4 bílý pěšec · f4 bílý dáma | a8 černý střelec · e8 bílý král · h8 černý střelec · a7 černý věž · c7 bílý věž · f7 černý pěšec · h7 černý věž · e6 černý král · b5 bílý jezdec · d5 černý jezdec · c4 bílý střelec · d4 bílý pěšec · f4 bílý dáma | a8 černý střelec · e8 bílý král · h8 černý střelec · a7 černý věž · c7 bílý věž · f7 černý pěšec · h7 černý věž · e6 černý král · b5 bílý jezdec · d5 černý jezdec · c4 bílý střelec · d4 bílý pěšec · f4 bílý dáma | a8 černý střelec · e8 bílý král · h8 černý střelec · a7 černý věž · c7 bílý věž · f7 černý pěšec · h7 černý věž · e6 černý král · b5 bílý jezdec · d5 černý jezdec · c4 bílý střelec · d4 bílý pěšec · f4 bílý dáma | a8 černý střelec · e8 bílý král · h8 černý střelec · a7 černý věž · c7 bílý věž · f7 černý pěšec · h7 černý věž · e6 černý král · b5 bílý jezdec · d5 černý jezdec · c4 bílý střelec · d4 bílý pěšec · f4 bílý dáma | a8 černý střelec · e8 bílý král · h8 černý střelec · a7 černý věž · c7 bílý věž · f7 černý pěšec · h7 černý věž · e6 černý král · b5 bílý jezdec · d5 černý jezdec · c4 bílý střelec · d4 bílý pěšec · f4 bílý dáma | a8 černý střelec · e8 bílý král · h8 černý střelec · a7 černý věž · c7 bílý věž · f7 černý pěšec · h7 černý věž · e6 černý král · b5 bílý jezdec · d5 černý jezdec · c4 bílý střelec · d4 bílý pěšec · f4 bílý dáma | 8 |
| 7 | a8 černý střelec · e8 bílý král · h8 černý střelec · a7 černý věž · c7 bílý věž · f7 černý pěšec · h7 černý věž · e6 černý král · b5 bílý jezdec · d5 černý jezdec · c4 bílý střelec · d4 bílý pěšec · f4 bílý dáma | a8 černý střelec · e8 bílý král · h8 černý střelec · a7 černý věž · c7 bílý věž · f7 černý pěšec · h7 černý věž · e6 černý král · b5 bílý jezdec · d5 černý jezdec · c4 bílý střelec · d4 bílý pěšec · f4 bílý dáma | a8 černý střelec · e8 bílý král · h8 černý střelec · a7 černý věž · c7 bílý věž · f7 černý pěšec · h7 černý věž · e6 černý král · b5 bílý jezdec · d5 černý jezdec · c4 bílý střelec · d4 bílý pěšec · f4 bílý dáma | a8 černý střelec · e8 bílý král · h8 černý střelec · a7 černý věž · c7 bílý věž · f7 černý pěšec · h7 černý věž · e6 černý král · b5 bílý jezdec · d5 černý jezdec · c4 bílý střelec · d4 bílý pěšec · f4 bílý dáma | a8 černý střelec · e8 bílý král · h8 černý střelec · a7 černý věž · c7 bílý věž · f7 černý pěšec · h7 černý věž · e6 černý král · b5 bílý jezdec · d5 černý jezdec · c4 bílý střelec · d4 bílý pěšec · f4 bílý dáma | a8 černý střelec · e8 bílý král · h8 černý střelec · a7 černý věž · c7 bílý věž · f7 černý pěšec · h7 černý věž · e6 černý král · b5 bílý jezdec · d5 černý jezdec · c4 bílý střelec · d4 bílý pěšec · f4 bílý dáma | a8 černý střelec · e8 bílý král · h8 černý střelec · a7 černý věž · c7 bílý věž · f7 černý pěšec · h7 černý věž · e6 černý král · b5 bílý jezdec · d5 černý jezdec · c4 bílý střelec · d4 bílý pěšec · f4 bílý dáma | a8 černý střelec · e8 bílý král · h8 černý střelec · a7 černý věž · c7 bílý věž · f7 černý pěšec · h7 černý věž · e6 černý král · b5 bílý jezdec · d5 černý jezdec · c4 bílý střelec · d4 bílý pěšec · f4 bílý dáma | 7 |
| 6 | a8 černý střelec · e8 bílý král · h8 černý střelec · a7 černý věž · c7 bílý věž · f7 černý pěšec · h7 černý věž · e6 černý král · b5 bílý jezdec · d5 černý jezdec · c4 bílý střelec · d4 bílý pěšec · f4 bílý dáma | a8 černý střelec · e8 bílý král · h8 černý střelec · a7 černý věž · c7 bílý věž · f7 černý pěšec · h7 černý věž · e6 černý král · b5 bílý jezdec · d5 černý jezdec · c4 bílý střelec · d4 bílý pěšec · f4 bílý dáma | a8 černý střelec · e8 bílý král · h8 černý střelec · a7 černý věž · c7 bílý věž · f7 černý pěšec · h7 černý věž · e6 černý král · b5 bílý jezdec · d5 černý jezdec · c4 bílý střelec · d4 bílý pěšec · f4 bílý dáma | a8 černý střelec · e8 bílý král · h8 černý střelec · a7 černý věž · c7 bílý věž · f7 černý pěšec · h7 černý věž · e6 černý král · b5 bílý jezdec · d5 černý jezdec · c4 bílý střelec · d4 bílý pěšec · f4 bílý dáma | a8 černý střelec · e8 bílý král · h8 černý střelec · a7 černý věž · c7 bílý věž · f7 černý pěšec · h7 černý věž · e6 černý král · b5 bílý jezdec · d5 černý jezdec · c4 bílý střelec · d4 bílý pěšec · f4 bílý dáma | a8 černý střelec · e8 bílý král · h8 černý střelec · a7 černý věž · c7 bílý věž · f7 černý pěšec · h7 černý věž · e6 černý král · b5 bílý jezdec · d5 černý jezdec · c4 bílý střelec · d4 bílý pěšec · f4 bílý dáma | a8 černý střelec · e8 bílý král · h8 černý střelec · a7 černý věž · c7 bílý věž · f7 černý pěšec · h7 černý věž · e6 černý král · b5 bílý jezdec · d5 černý jezdec · c4 bílý střelec · d4 bílý pěšec · f4 bílý dáma | a8 černý střelec · e8 bílý král · h8 černý střelec · a7 černý věž · c7 bílý věž · f7 černý pěšec · h7 černý věž · e6 černý král · b5 bílý jezdec · d5 černý jezdec · c4 bílý střelec · d4 bílý pěšec · f4 bílý dáma | 6 |
| 5 | a8 černý střelec · e8 bílý král · h8 černý střelec · a7 černý věž · c7 bílý věž · f7 černý pěšec · h7 černý věž · e6 černý král · b5 bílý jezdec · d5 černý jezdec · c4 bílý střelec · d4 bílý pěšec · f4 bílý dáma | a8 černý střelec · e8 bílý král · h8 černý střelec · a7 černý věž · c7 bílý věž · f7 černý pěšec · h7 černý věž · e6 černý král · b5 bílý jezdec · d5 černý jezdec · c4 bílý střelec · d4 bílý pěšec · f4 bílý dáma | a8 černý střelec · e8 bílý král · h8 černý střelec · a7 černý věž · c7 bílý věž · f7 černý pěšec · h7 černý věž · e6 černý král · b5 bílý jezdec · d5 černý jezdec · c4 bílý střelec · d4 bílý pěšec · f4 bílý dáma | a8 černý střelec · e8 bílý král · h8 černý střelec · a7 černý věž · c7 bílý věž · f7 černý pěšec · h7 černý věž · e6 černý král · b5 bílý jezdec · d5 černý jezdec · c4 bílý střelec · d4 bílý pěšec · f4 bílý dáma | a8 černý střelec · e8 bílý král · h8 černý střelec · a7 černý věž · c7 bílý věž · f7 černý pěšec · h7 černý věž · e6 černý král · b5 bílý jezdec · d5 černý jezdec · c4 bílý střelec · d4 bílý pěšec · f4 bílý dáma | a8 černý střelec · e8 bílý král · h8 černý střelec · a7 černý věž · c7 bílý věž · f7 černý pěšec · h7 černý věž · e6 černý král · b5 bílý jezdec · d5 černý jezdec · c4 bílý střelec · d4 bílý pěšec · f4 bílý dáma | a8 černý střelec · e8 bílý král · h8 černý střelec · a7 černý věž · c7 bílý věž · f7 černý pěšec · h7 černý věž · e6 černý král · b5 bílý jezdec · d5 černý jezdec · c4 bílý střelec · d4 bílý pěšec · f4 bílý dáma | a8 černý střelec · e8 bílý král · h8 černý střelec · a7 černý věž · c7 bílý věž · f7 černý pěšec · h7 černý věž · e6 černý král · b5 bílý jezdec · d5 černý jezdec · c4 bílý střelec · d4 bílý pěšec · f4 bílý dáma | 5 |
| 4 | a8 černý střelec · e8 bílý král · h8 černý střelec · a7 černý věž · c7 bílý věž · f7 černý pěšec · h7 černý věž · e6 černý král · b5 bílý jezdec · d5 černý jezdec · c4 bílý střelec · d4 bílý pěšec · f4 bílý dáma | a8 černý střelec · e8 bílý král · h8 černý střelec · a7 černý věž · c7 bílý věž · f7 černý pěšec · h7 černý věž · e6 černý král · b5 bílý jezdec · d5 černý jezdec · c4 bílý střelec · d4 bílý pěšec · f4 bílý dáma | a8 černý střelec · e8 bílý král · h8 černý střelec · a7 černý věž · c7 bílý věž · f7 černý pěšec · h7 černý věž · e6 černý král · b5 bílý jezdec · d5 černý jezdec · c4 bílý střelec · d4 bílý pěšec · f4 bílý dáma | a8 černý střelec · e8 bílý král · h8 černý střelec · a7 černý věž · c7 bílý věž · f7 černý pěšec · h7 černý věž · e6 černý král · b5 bílý jezdec · d5 černý jezdec · c4 bílý střelec · d4 bílý pěšec · f4 bílý dáma | a8 černý střelec · e8 bílý král · h8 černý střelec · a7 černý věž · c7 bílý věž · f7 černý pěšec · h7 černý věž · e6 černý král · b5 bílý jezdec · d5 černý jezdec · c4 bílý střelec · d4 bílý pěšec · f4 bílý dáma | a8 černý střelec · e8 bílý král · h8 černý střelec · a7 černý věž · c7 bílý věž · f7 černý pěšec · h7 černý věž · e6 černý král · b5 bílý jezdec · d5 černý jezdec · c4 bílý střelec · d4 bílý pěšec · f4 bílý dáma | a8 černý střelec · e8 bílý král · h8 černý střelec · a7 černý věž · c7 bílý věž · f7 černý pěšec · h7 černý věž · e6 černý král · b5 bílý jezdec · d5 černý jezdec · c4 bílý střelec · d4 bílý pěšec · f4 bílý dáma | a8 černý střelec · e8 bílý král · h8 černý střelec · a7 černý věž · c7 bílý věž · f7 černý pěšec · h7 černý věž · e6 černý král · b5 bílý jezdec · d5 černý jezdec · c4 bílý střelec · d4 bílý pěšec · f4 bílý dáma | 4 |
| 3 | a8 černý střelec · e8 bílý král · h8 černý střelec · a7 černý věž · c7 bílý věž · f7 černý pěšec · h7 černý věž · e6 černý král · b5 bílý jezdec · d5 černý jezdec · c4 bílý střelec · d4 bílý pěšec · f4 bílý dáma | a8 černý střelec · e8 bílý král · h8 černý střelec · a7 černý věž · c7 bílý věž · f7 černý pěšec · h7 černý věž · e6 černý král · b5 bílý jezdec · d5 černý jezdec · c4 bílý střelec · d4 bílý pěšec · f4 bílý dáma | a8 černý střelec · e8 bílý král · h8 černý střelec · a7 černý věž · c7 bílý věž · f7 černý pěšec · h7 černý věž · e6 černý král · b5 bílý jezdec · d5 černý jezdec · c4 bílý střelec · d4 bílý pěšec · f4 bílý dáma | a8 černý střelec · e8 bílý král · h8 černý střelec · a7 černý věž · c7 bílý věž · f7 černý pěšec · h7 černý věž · e6 černý král · b5 bílý jezdec · d5 černý jezdec · c4 bílý střelec · d4 bílý pěšec · f4 bílý dáma | a8 černý střelec · e8 bílý král · h8 černý střelec · a7 černý věž · c7 bílý věž · f7 černý pěšec · h7 černý věž · e6 černý král · b5 bílý jezdec · d5 černý jezdec · c4 bílý střelec · d4 bílý pěšec · f4 bílý dáma | a8 černý střelec · e8 bílý král · h8 černý střelec · a7 černý věž · c7 bílý věž · f7 černý pěšec · h7 černý věž · e6 černý král · b5 bílý jezdec · d5 černý jezdec · c4 bílý střelec · d4 bílý pěšec · f4 bílý dáma | a8 černý střelec · e8 bílý král · h8 černý střelec · a7 černý věž · c7 bílý věž · f7 černý pěšec · h7 černý věž · e6 černý král · b5 bílý jezdec · d5 černý jezdec · c4 bílý střelec · d4 bílý pěšec · f4 bílý dáma | a8 černý střelec · e8 bílý král · h8 černý střelec · a7 černý věž · c7 bílý věž · f7 černý pěšec · h7 černý věž · e6 černý král · b5 bílý jezdec · d5 černý jezdec · c4 bílý střelec · d4 bílý pěšec · f4 bílý dáma | 3 |
| 2 | a8 černý střelec · e8 bílý král · h8 černý střelec · a7 černý věž · c7 bílý věž · f7 černý pěšec · h7 černý věž · e6 černý král · b5 bílý jezdec · d5 černý jezdec · c4 bílý střelec · d4 bílý pěšec · f4 bílý dáma | a8 černý střelec · e8 bílý král · h8 černý střelec · a7 černý věž · c7 bílý věž · f7 černý pěšec · h7 černý věž · e6 černý král · b5 bílý jezdec · d5 černý jezdec · c4 bílý střelec · d4 bílý pěšec · f4 bílý dáma | a8 černý střelec · e8 bílý král · h8 černý střelec · a7 černý věž · c7 bílý věž · f7 černý pěšec · h7 černý věž · e6 černý král · b5 bílý jezdec · d5 černý jezdec · c4 bílý střelec · d4 bílý pěšec · f4 bílý dáma | a8 černý střelec · e8 bílý král · h8 černý střelec · a7 černý věž · c7 bílý věž · f7 černý pěšec · h7 černý věž · e6 černý král · b5 bílý jezdec · d5 černý jezdec · c4 bílý střelec · d4 bílý pěšec · f4 bílý dáma | a8 černý střelec · e8 bílý král · h8 černý střelec · a7 černý věž · c7 bílý věž · f7 černý pěšec · h7 černý věž · e6 černý král · b5 bílý jezdec · d5 černý jezdec · c4 bílý střelec · d4 bílý pěšec · f4 bílý dáma | a8 černý střelec · e8 bílý král · h8 černý střelec · a7 černý věž · c7 bílý věž · f7 černý pěšec · h7 černý věž · e6 černý král · b5 bílý jezdec · d5 černý jezdec · c4 bílý střelec · d4 bílý pěšec · f4 bílý dáma | a8 černý střelec · e8 bílý král · h8 černý střelec · a7 černý věž · c7 bílý věž · f7 černý pěšec · h7 černý věž · e6 černý král · b5 bílý jezdec · d5 černý jezdec · c4 bílý střelec · d4 bílý pěšec · f4 bílý dáma | a8 černý střelec · e8 bílý král · h8 černý střelec · a7 černý věž · c7 bílý věž · f7 černý pěšec · h7 černý věž · e6 černý král · b5 bílý jezdec · d5 černý jezdec · c4 bílý střelec · d4 bílý pěšec · f4 bílý dáma | 2 |
| 1 | a8 černý střelec · e8 bílý král · h8 černý střelec · a7 černý věž · c7 bílý věž · f7 černý pěšec · h7 černý věž · e6 černý král · b5 bílý jezdec · d5 černý jezdec · c4 bílý střelec · d4 bílý pěšec · f4 bílý dáma | a8 černý střelec · e8 bílý král · h8 černý střelec · a7 černý věž · c7 bílý věž · f7 černý pěšec · h7 černý věž · e6 černý král · b5 bílý jezdec · d5 černý jezdec · c4 bílý střelec · d4 bílý pěšec · f4 bílý dáma | a8 černý střelec · e8 bílý král · h8 černý střelec · a7 černý věž · c7 bílý věž · f7 černý pěšec · h7 černý věž · e6 černý král · b5 bílý jezdec · d5 černý jezdec · c4 bílý střelec · d4 bílý pěšec · f4 bílý dáma | a8 černý střelec · e8 bílý král · h8 černý střelec · a7 černý věž · c7 bílý věž · f7 černý pěšec · h7 černý věž · e6 černý král · b5 bílý jezdec · d5 černý jezdec · c4 bílý střelec · d4 bílý pěšec · f4 bílý dáma | a8 černý střelec · e8 bílý král · h8 černý střelec · a7 černý věž · c7 bílý věž · f7 černý pěšec · h7 černý věž · e6 černý král · b5 bílý jezdec · d5 černý jezdec · c4 bílý střelec · d4 bílý pěšec · f4 bílý dáma | a8 černý střelec · e8 bílý král · h8 černý střelec · a7 černý věž · c7 bílý věž · f7 černý pěšec · h7 černý věž · e6 černý král · b5 bílý jezdec · d5 černý jezdec · c4 bílý střelec · d4 bílý pěšec · f4 bílý dáma | a8 černý střelec · e8 bílý král · h8 černý střelec · a7 černý věž · c7 bílý věž · f7 černý pěšec · h7 černý věž · e6 černý král · b5 bílý jezdec · d5 černý jezdec · c4 bílý střelec · d4 bílý pěšec · f4 bílý dáma | a8 černý střelec · e8 bílý král · h8 černý střelec · a7 černý věž · c7 bílý věž · f7 černý pěšec · h7 černý věž · e6 černý král · b5 bílý jezdec · d5 černý jezdec · c4 bílý střelec · d4 bílý pěšec · f4 bílý dáma | 1 |
|   | a | b | c | d | e | f | g | h |   |

Další Lošinského dvojtažka z roku 1930 (zobrazená na čtvrtém diagramu) je jednou z nejslavnějších šachových úloh. Pokud by se bílý mohl vzdát tahu, potom by na jakýkoliv tah černého odpověděl matem; tuto možnost však nemá. Klíčem k řešení je tah 1. Sb3. Tento tah nevytváří žádnou hrozbu, ovšem vystavuje černého tzv. zugzwangu, kdy jakýkoliv jeho tah je špatný. Černého možnosti obrany vedou k šesti Grimshawovým interferencím, z nichž jedna je pěšcová:
1. Sb3
1. ... Vb7 2. Vc6# (nelze 2. ... Sxc6)
1. ... Sb7 2. Ve7# (nelze 2. ... Vxe7)
1. ... Vg7 2. De5# (nelze 2. ... Sxe5)
1. ... Sg7 2. Dxf7# (nelze 2. ... Vxf7)
1. ... Sf6 2. Dg4# (nelze 2. ... f5)
1. ... f6 2. De4# (nelze 2. ... Se5)
Po jiných tazích černého může bílý zahrát některý z výše uvedených matů, se třemi netematickými výjimkami: pokud černý zahraje 1. ... f5, obsadí tím králi únikové pole a umožní bílému matovat 2. Dd6#, pokud mu odebere věž 1. ... Vxc7, následuje 2. Jxc7#, a pokud mu odebere pěšce 1. ... Sxd4, prohraje tahem 2. Jxd4#.